# Zhangshu
Zhangshu (樟树市S, ZhāngshùP) è una città-contea della Cina, situata nella provincia di Jiangxi e amministrata dalla prefettura di Yichun.